# カイ・ザー
カイ・ザー(Ka-Zar)は、ジャングルを活動基盤とする架空のキャラクターの名前。
第一は、1930年代のパルプ・マガジンに登場したキャラクター。第二は、それを元にして「タイムリィ・コミックス(Timely Comics)」誌（1930および40年代のコミック誌で、マーベル・コミック社の前身）に登場したキャラクター。第三は、マーベル・コミックのヒーローで、彼が最も有名である。日本版コミックやアニメでは「ケイザー」と呼ばれる場合がある。

## デイビッド・ランド(David Rand)
最初のカイ・ザー（偉大なるカイ・ザー、Ka-Zar the Great）の本名はデイビッド・ランド（David Rand）。ターザン調のいわゆる典型的な「ジャングルの王者」である。
初出は、マーティン・グッドマン(Martin Goodman)が所有する多くの出版社の1つManvis Publishingから1936年に出版されたパルプ・マガジン「カイ・ザー(Ka-Zar)」1号。
作家兼画家であるベン・トンプソン(Ben Thompson)は、グッドマンの出版する最初のコミック誌「マーベル・コミックス(Marvel Comics)」1号（1939年10月））に、ボブ・バード(Bob Byrd)のパルプ小説「牙と爪の王(King of Fang and Claw)」を漫画化して掲載した。
2000年の「All New Official Handbook to the Marvel Universe」によって、デイビッド・ランドのカイ・ザーはマーベル・ユニヴァースに公式に組み込まれることとなった。

## ケビン・プランダー (Kevin Plunder)
二番目のカイ・ザーは、前述のランドと類似したキャラクターとして始まったが、ターザンやジョー・クーバート(Joe Kubert)による1950年代DCコミックスの人気キャラクター、穴居人トー（Tor）を思い出させるものであった。
スタン・リーとジャック・カービーによる「X-メン」Vol.1第10号（1965年3月）で、彼は恐竜の住む南極大陸の秘境サヴェッジ・ランドに登場した。
元々、プリミティブで未開な、ブロークン・イングリッシュを話す野蛮人として書かれていたカイ・ザーは、次第に明瞭で文化的な存在に変わっていった。但し、現代文明に対する不信感と、サヴェッジ・ランドに外部から訪れる者に対する警戒心の深さは変わることがなかった。
カイ・ザーは（なんら公的な裏づけのあるものではないが）、「サヴェッジ・ランドの王者（Lord of the Savage Land）」を自他ともに任じる存在である。
本名は、ケビン・レジナルド・プランダー卿 (Lord Kevin Reginald Plunder)。サヴェッジ・ランドを発見した英国貴族ロバート・プランダー卿(Lord Robert Plunder)の長男である。両親が殺された後、ケビンはサーベルタイガーのザブー(Zabu)によって救われ、育てられた。ザブーは放射性の霧によって生じた変異によって、人間とほぼ同等の知能を有している。
サヴェッジ・ランド内のいくつかの領域には数種の人類ないしヒューマノイド種族が居住しており、それらのほとんどはカイ・ザーと友好関係にある。ただし一部に彼をよそ者であると考え、敵として認識するものも存在する。カイ・ザーは非公式ながら彼ら全体に対する保護者・守護者として働き、種族間の平和を維持し、それぞれの主権や利権の調整を行う。またサヴェッジ・ランド外部からの友好的な訪問者に対しては親善大使としての役を担う。
X-メンの来訪によってサヴェッジ・ランドが外の世界に対して知られるようになると、多くの人々がこれまで隠されていた領域に侵入し始めた。スーパー・ヴィランのプランダラー（Plunderer）もそのひとりで、その正体はカイ・ザーの弟パーニバル・プランダー（Parnival Plunder）であったプランダラーは「シビルウォー」でゴールドバグとともにパニッシャーに射殺され、パニッシャーがシークレット・アヴェンジャーズから放逐させられるきっかけとなった。
カイ・ザーは、またサヴェッジ・ランドを訪れた幾人かの女性とロマンチックな関係を築いたこともある。最初はS.H.I.E.L.D.のエージェント、バーバラ・モース（Barbara Morse、後にモッキンバード(Mockingbird)の名前でアヴェンジャーズに参加）、また冒険家のシャナ・オハラ（Shanna O'Hara、別名シャナ・ザ・シーデビル（Shanna the She-Devil））がそうである。マシュー（Matthew）という息子ももうけている。
カイ・ザーは、マーベルのヒーローたちの幾人かと協闘している。X-メンはサヴェッジ・ランドを何度も訪れており、カイ・ザーは彼らがサウロン(Sauron)やマグニートー (Magneto) を撃破するのを何度も助けている。またカイ・ザーとスパイダーマンは幾度も共闘している。例えば、ステグロン・ザ・ダイノソア・マン(Stegron the Dinosaur Man)がサヴェッジ・ランドに生息する恐竜を使ってニューヨークを襲った事件などがある。
カイ・ザーはまた、アヴェンジャーズが宇宙征服者ターミナス(Terminus)を撃退するのを援助した。それによって他の多くの人々が救われたが、サヴェッジ・ランドの滅失を防ぐことができなかった。だが、その後失われたサヴェッジ・ランドは超種族ハイ・エボリューショナリー(High Evolutionary)によって再建され、カイ・ザーとシャナは以前通りの生活を再開した。

## 他メディアへの出演
- 『スパイダーマン（日本未放送）』

「The Hunter and the Hunted」で初登場。 原語版声優は不明。このキャラクターが登場するのは本作が初。
- 『X-MEN』

原語版声優はロバート・ボクスタールが担当。
- 『スーパー・ヒーロー・ギャング』

原語版声優はケビン・ソーボが担当。
- 『アルティメット・スパイダーマン』

ケイザーという名前で「サベッジ・スパイダーマン」にて再び登場を果たした。原語版ではスティーブン・ブルームが声を当てた。